# 헥사나이트로헥사아자이소부르치탄
헥사나이트로헥사아자이소부르치탄(영어: hexanitrohexaazaisowurtzitane, 2,4,6,8,10,12-hexanitro-2,4,6,8,10,12-hexaazaisowurtzitane, CL-20, HNIW)은 나이트로아민 폭발물이며 차이나 레이크가 주로 추진제에 사용하기 위해 개발한 것이다. 산화제 대 연료비가 전통적인 HMX나 RDX보다 더 좋다. 전통적인 HMX 기반의 추진제보다 20% 더 에너지를 낼 수 있으며 전통적인 고에너지 추진제와 폭발물에 널리 쓰인다. 2006년에 실용화되었으며 RE 계수는 1.9로 양산되는 폭약들 가운데 가장 힘이 세다.
물질 합성을 위해 아세토니트릴, 디메틸포름아미드, 아세트산 무수물, 아세트산 팔라듐, HBIW, 황산, 질산으로 만든다.

## 역사
- 1987년에 티오콜(Thiokol)사의 아놀드 닐슨(Arnold Nielson) 박사가 합성하였다. 초기 단계에서는 합성에 값비싼 팔라듐 촉매가 요구되었으며, 1파운드 당 3천달러 이상으로 비용이 매우 많이 들었다.
- 1993년 12월 16일에 HNIW를 발명함으로써 아놀드 닐슨 박사를 비롯하여 48명의 연구팀의 멤버는 팀상을 받았다.
- 1996년 6월 19일에 NAWCWD(Naval Air Warfare Center Weapons Division)와 티오콜사가 공동 개발 계획을 위한 계약을 체결한 CL-20라는 번호는 이 시기에 NAWCWD가 제공한 공동 연구에 의해 1파운드 당 제조단가를 100달러까지 낮추는 데 성공했다.

## 참고 문헌
- Bolton, Onas; Adam J. Matzger (2011년 9월 12일). “Improved Stability and Smart-Material Functionality Realized in an Energetic Cocrystal”. 《Angewandte Chemie》 123 (38): 9122–9125. doi:10.1002/ange.201104164. 2012년 7월 8일에 확인함.
- Ehrenberg, Rachel (2011년 10월 22일). “Explosive Goes Boom, But Not Too Soon”. 《Science News》 180 (9): 10. 2012년 7월 9일에 원본 문서에서 보존된 문서. 2012년 7월 8일에 확인함.

## 같이 보기
- 옥타나이트로쿠반
- 헵타나이트로쿠반